# China National Machinery Industry Corporation
China National Machinery Industry Corporation (Sinomach Group, «Китайская национальная машиностроительная корпорация») — китайский государственный конгломерат, специализирующийся на производстве дорожно-строительной и сельскохозяйственной техники, коммерческих автомобилей, станков и различного промышленного оборудования (в том числе энергетического, металлургического и геологического). Также компания занимается строительством энергетических и транспортных объектов. Основана в 1997 году, штаб-квартира расположена в Пекине.
Главными активами Sinomach являются производитель сельскохозяйственной и строительной техники YTO Group, производитель текстильного оборудования и волокон China Hi-Tech Group Corporation и строительная компания China Machinery Engineering Corporation. Также в состав группы входит Китайская академия механизации сельского хозяйства. 

## История
В 1955 году в Лояне был основан тракторный завод, позже выросший в YTO Group. В 2011 году компания YTO Group приобрела французского производителя запчастей для сельскохозяйственной техники McCormick France, а конгломерат CHTC приобрёл автомобильную компанию Dadi Auto; в 2012 году CHTC купил голландского производителя грузовиков GINAF. 
В 2014 году группа CHTC приобрела словенскую компанию TAM, которая производит автобусы для аэропортов и электрические городские автобусы. В 2017 году в ходе реструктуризации государственных активов, находившихся под управлением SASAC, в состав Sinomach была включена многопрофильная группа CHTC (China Hi-Tech Group Corporation).

## Дочерние компании
В состав Sinomach входят 27 дочерних компаний, в том числе 13 компаний, акции которых котируются на фондовых биржах. 
- YTO Group Corporation (Лоян) — производство колёсных и гусеничных тракторов, зерноуборочных комбайнов, катков, асфальтоукладчиков, погрузчиков, экскаваторов, бульдозеров, грейдеров, бетономешалок, мобильных электростанций, буровых установок, самосвалов, пикапов, мусоровозов, медицинских автомобилей и дизельных двигателей[8][9][10].
- China Hi-Tech Group Corporation (Пекин) — производство текстильного оборудования, тканей, химических волокон, одежды, коммерческих автомобилей и автобусов, около 60 тыс. сотрудников[11][12].
  - Dadi Auto (Баодин) — производство пикапов и внедорожников.
  - GINAF (Венендал) — производство грузовиков и специальной техники.
  - TAM (Марибор) — производство автобусов.
- Sinomach Automobile (Пекин) — дистрибуция китайских и импортных брендов автомобилей.
- China Machinery Engineering Corporation (Пекин) — строительство электростанций, линий электропередачи и железных дорог, экспорт промышленного оборудования[13][14].
- Luoyang Zhongshou Machinery Equipment (Лоян) — производство сельскохозяйственной техники.

Среди других промышленных подразделений China National Machinery Industry Corporation — China National Erzhong Group, China Foma Group, China Geo-Equipment Corporation, China Sinomach Heavy Industry Corporation, Sinomach Automobile Company, China National Automotive Industry International Corporation и Automotive Engineering Corporation.
Основные инжиниринговые и торговые подразделения Sinomach — China National Machinery & Equipment Import-Export Corporation, China CAMC Engineering, China National General Machinery Engineering, China IPPR International Engineering Corporation, China United Engineering Corporation, SIPPR Engineering Group, China Machinery Industry Construction Group, SUMEC Group Corporation, China Ocean Aviation Group, China National Machine Tool Corporation, China National Heavy Machinery Corporation, China National Automation Control System Corporation, China Perfect Machinery Industry Corporation, Sinomach Precision Industry и China Machine-Building International Corporation.
Основные финансовые подразделения Sinomach — Sinomach Capital Management Corporation, Sinomach Finance Company и Sinomach Capital Holding Corporation.
Корпорация Sinomach является крупнейшим акционером Китайско-белорусского индустриального парка «Великий Камень», а также инвестором четырёх проектов на его территории.

## Научно-исследовательские учреждения
В состав Sinomach входят Китайская академия механизации сельского хозяйства, Китайский национальный исследовательский институт электроаппаратуры, Китайский национальный исследовательский институт тяжёлого машиностроения, Шэньянская академия измерительной техники, Пекинский исследовательский институт погрузочных работ, Хэфэйский исследовательский институт общего машиностроения, Тяньцзиньский проектно-исследовательский институт электроприводов, Гуанчжоуский исследовательский институт машиностроения, Цзинаньский исследовательский институт металлургического машиностроения, Чунцинский исследовательский институт материаловедения, Гуйлиньский научно-исследовательский институт электрооборудования, Исследовательский институт инструментов (Чэнду), Исследовательский институт электростанков (Сучжоу), Научно-технологический исследовательский институт Sinomach, а также компании Lanpec Technologies Limited и Luoyang Bearing Science & Technology Co.

## Галерея

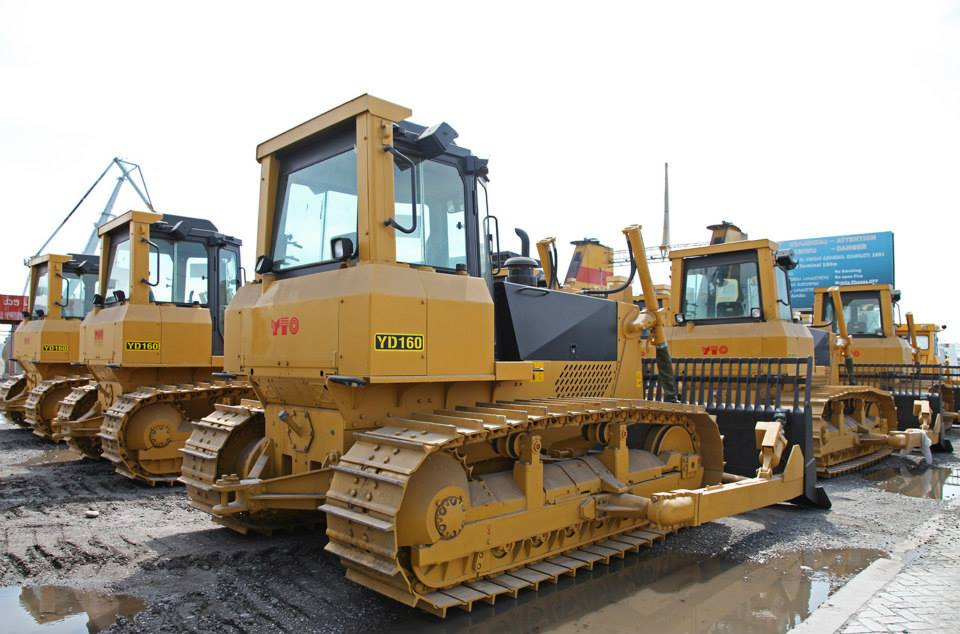
Бульдозер YTO
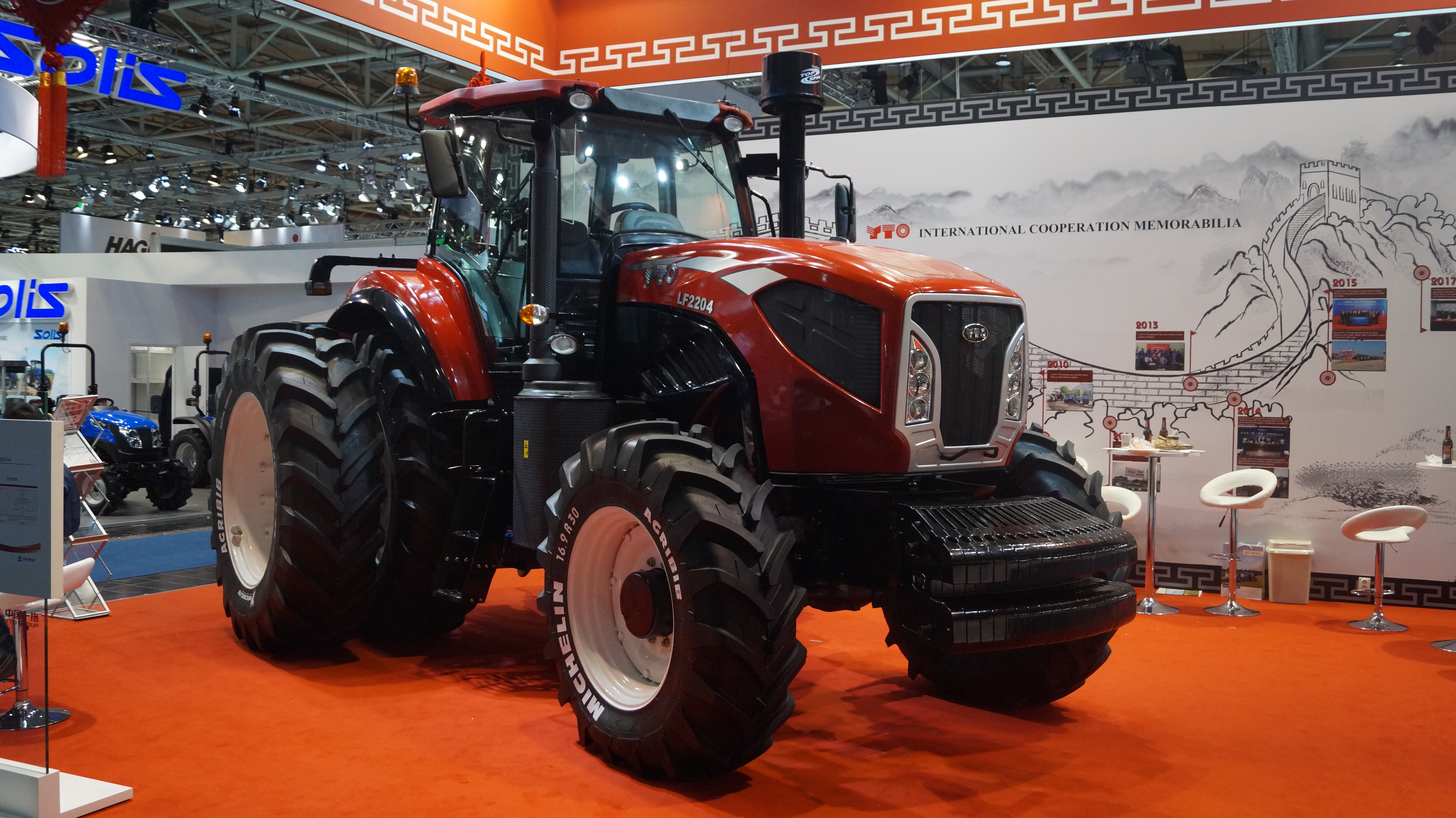
Трактор YTO
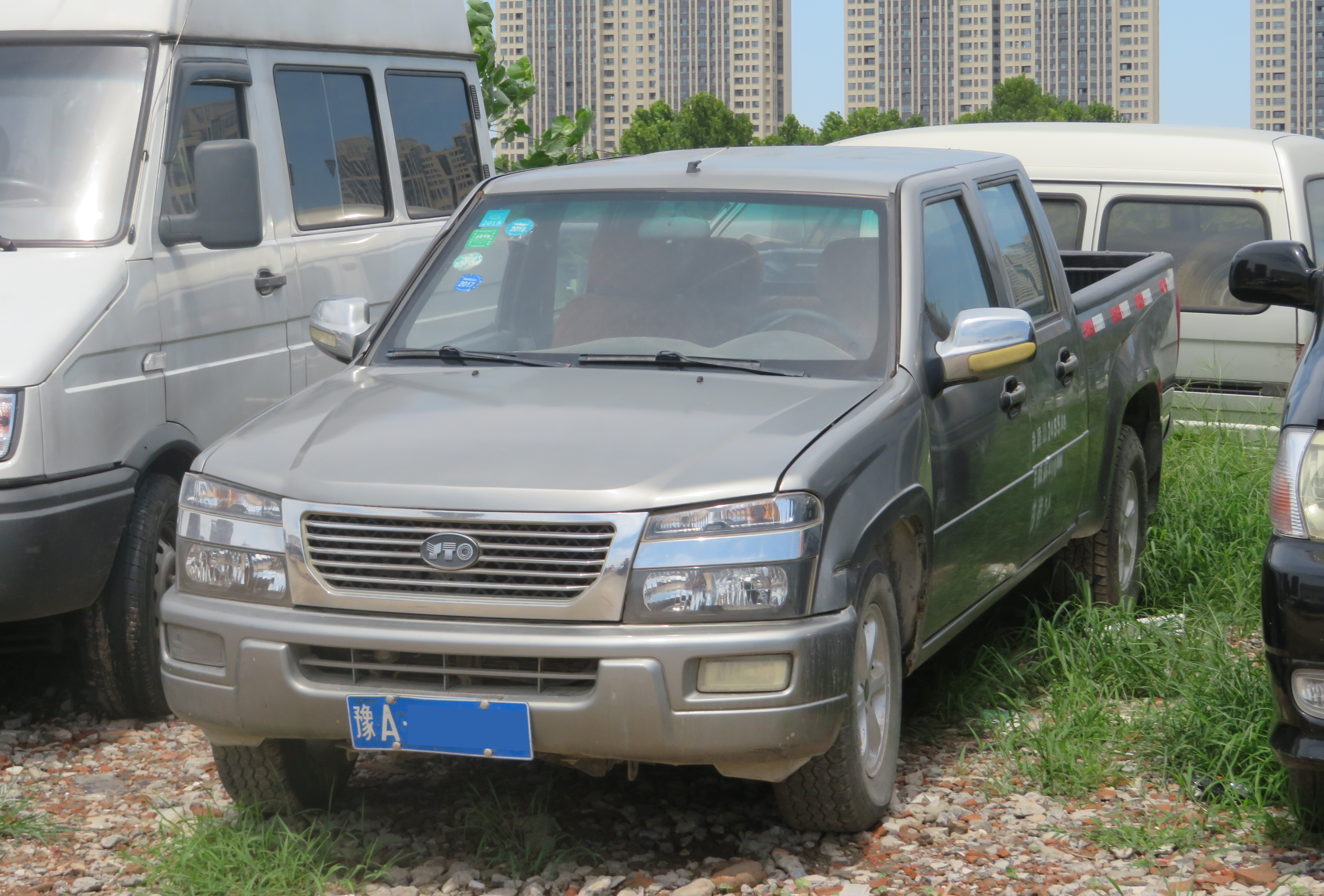
Пикап YTO
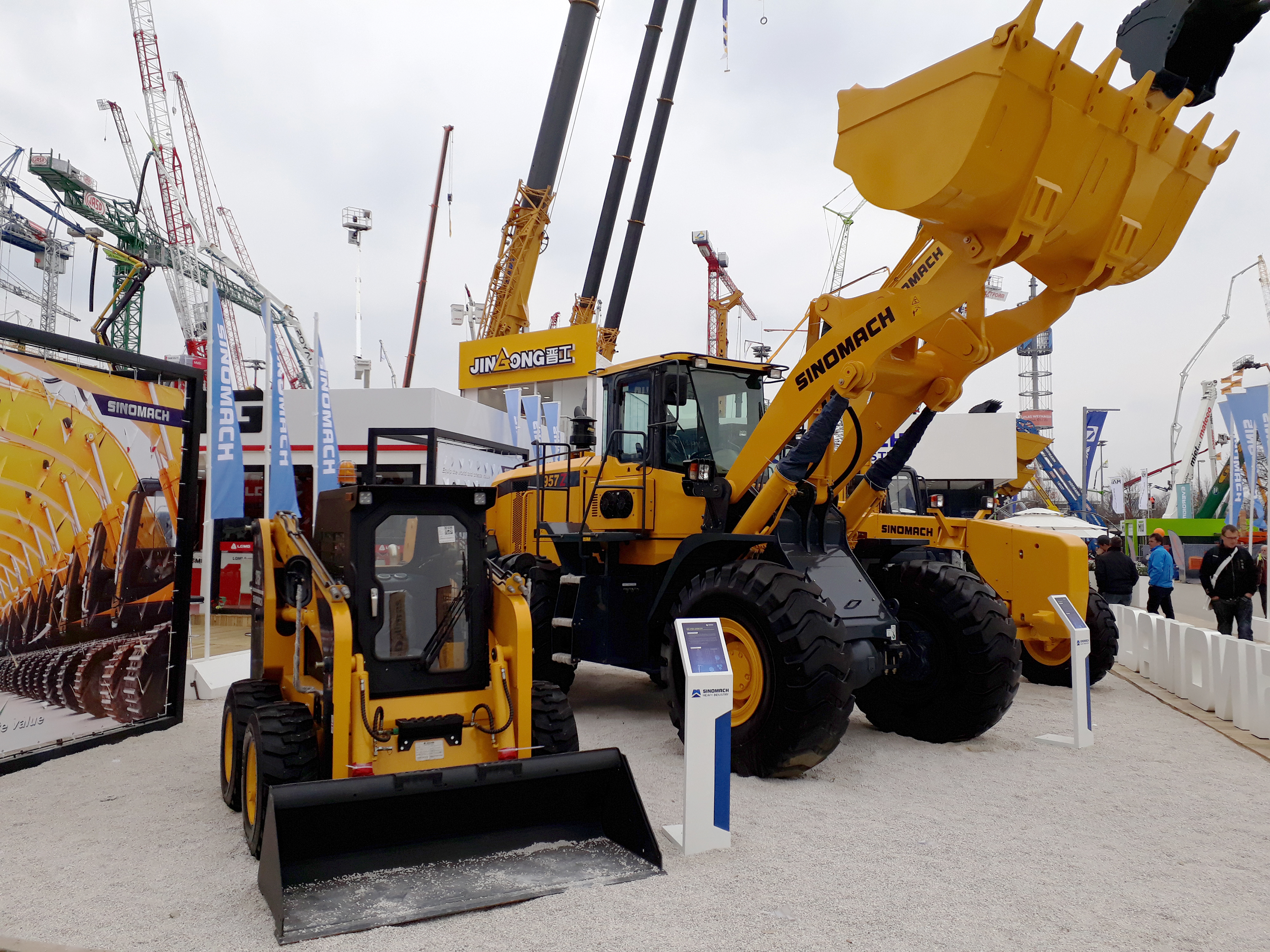
Колесный погрузчик Sinomach